# Franky van der Elst
Franky van der Elst (n. 30 aprilie 1961, Ninove) este un fost fotbalist belgian, antrenor din 1998. A fost mijlocaș defensiv care a jucat în majoritatea carierei sale la Club Brugge, fiind considerat o legendă. În martie 2004 el a fost trecut de Pelé pe lista FIFA 100 ca fiind unul dintre cei mai buni jucători în viață.